# Bruno Sserunkuma
Bruno Sserunkuma (ur. ?, zm. 3 czerwca 1886 w Namugongo) – męczennik chrześcijański, święty Kościoła katolickiego, jeden z grupy Męczenników z Ugandy, zamordowanych przez króla Mwangę II.
Pod wpływem nauk misjonarzy przyjął chrzest 18 listopada 1885. 3 czerwca 1886 roku został zamordowany przez spalenie na stosie wraz z Karolem Lwangą i innymi jego towarzyszami. 6 czerwca 1920 papież Benedykt XV beatyfikował go. 18 października 1964 roku Paweł VI dokonał kanonizacji jego oraz innych Męczenników z Ugandy, m.in. Karola Lwangę.